# 弗熱希尼亞
弗熱希尼亞（波蘭語：Września，發音：[ˈvʐɛɕɲa]；）是位於波蘭中部的城市，人口約3.2萬。自1999年起屬大波蘭省，1975年至1998年期間屬波茲南省。在14世紀獲得城市地位。1793年，弗熱希尼亞被普魯士吞并。1807年，曾被劃入華沙大公國。1815年，再次被劃入普魯士。弗熱希尼亞在1905年人口約有7000人，其中65.4％是波蘭人，28.9％是德國人。一戰之後被劃入波蘭。德國在二戰期間佔領了城市。舊譯弗雷申（德語：Wreschen）。

## 外部連結
- Poland-wide competition for school children, dedicated to the one-hundredth anniversary of the school strike in Września （页面存档备份，存于）